# Лайош Зілахі
Лайош Зілахі (угор. Zilahy Lajos; 27 березня 1891 — 1 грудня 1974) — угорський прозаїк і драматург. Народився в теперішньому місті Салонта (зараз в Румунії) в Трансільванії, яка тоді була частиною Королівства Угорщини, частини Австро-Угорщини. Зілахі вивчав право в університеті Будапешта. Під час Першої світової війни був поранений на Східному фронті — досвід, який згодом вплинув на його бестселер Двоє ув'язнених (Két fogoly).
Лайош Зілахі брав активну участь у розвитку кіно. Його роман Щось дрейфує на воді (Valamit Visz ВІЗ) був двічі фільмований. Його п'єса Генерал стала фільмами у 1930 та 1931.
Був редактором артжурналу Híd (Міст) у 1940—1944. Видання критикувало як фашизм, так і комунізм. У 1939 році Зілахі створив кіностудію під назвою Pegazus, де пропрацював до кінця 1943. У 1944 році вийшла його п'єса Tornyok (Дерев'яні вежі), котра була заборонена цензурою.
Лайош Зілахі став генеральним секретарем Угорського ПЕН-клубу, але його ліберальні погляди конфліктували спочатку з режимом Горті, а пізніше з комуністичним правлінням, тож у 1947 році письменнику довелося залишити Угорщину. Він переїхав до США, де закінчив A Dukay család, трилогію романів про уявну аристократичну угорську фамілію та її історію з часів Наполеона до сучасної Югославії.
Помер в місті Новий Сад, Сербія, частина Югославії.
Деякі з його романів перекладено болгарською, хорватською, чеською, данською, голландською, англійською, естонською, фінською, французькою, німецькою, італійською, японською, польською, румунською, сербською, словацькою, іспанською (переважно), шведською та турецькою, а деякі з його п'єс — німецькою, італійською та іспанською. Видання коротких оповідань доступні іспанською мовою, і деякі з його коротких оповідань перекладено на болгарською, хорватською, англійською, естонською, французькою, німецькою, італійською, польською, португальською, словацькою, іспанською та шведською.

## Публікації
- Zilahy Lajos versei 1914—1916 Beöthy Zsolt előszavával (1916);
- Az ökör és más komédiák (1920);
- Halálos tavasz (1922);
- Szépapám szerelme (1922);
- A jégcsap (1923);
- Hazajáró lélek (1923);
- Az ezüstszárnyú szélmalom (1924);
- Süt a nap (1924);
- Csillagok (1925);
- Zenebohócok (1925);
- Két fogoly (1926);
- A világbajnok (1927);
- Valamit visz a víz (1928);
- A fehér szarvas (1929);
- Versek (1929);
- Leona (1930?);
- Úrilány (1932?);
- A lélek kialszik (1932);
- A tésasszony (1932);
- Tűzmadár (1932);
- Fehér hajó (1932?);
- A tizenkettedik óra (1933);
- Az utolsó szerep (1935);
- A fegyverek visszanéznek (1936);
- Szűz és gödölye (1937);
- Gyümölcs a fán (1938);
- Kisebb elbeszélések (1939);
- A földönfutó város (1939);
- Csöndes élet (1941);
- Szépanyám (1943);
- Fatornyok (1943);
- Ararát (1947);
- A Dukay család (1967–68).